# Kulmkogel
Der Kulmkogel ist ein 1123 m ü. A. hoher Berg in der obersteirischen Gemeinde Bad Mitterndorf. Er ist insbesondere durch die Skiflugschanze Kulm bekannt, fünfmaliger Austragungsort von Skiflug-Weltmeisterschaften.

## Geographie
Der Kulmkogel ist Teil des Dachsteingebirges und dem dominierenden Grimming (2351 m) nördlich vorgelagert, überragt selbst seinen Talort Tauplitz (896 m) aber nur gering. 

## Geschichte und Erschließung
Der Name Kulm stammt von der Kuppenform des Berges, der vor allem aus Allgäuschichten aufgebaut ist. Im Zweiten Weltkrieg markierte der Kulmkogel die Grenze zwischen den Gauen Oberdonau und Steiermark sowie nach Kriegsende die Grenze zwischen der britischen und der US-amerikanischen Besatzungszone. Die Erhebung liegt im Katastralgebiet Tauplitz, das seit 2015 zu Bad Mitterndorf gehört.
Am Nordhang des Kulmkogels befindet sich mit dem Kulm die bis 2014 größte Naturskiflugschanze der Welt. Die erste Sprungkonkurrenz fand 1950 statt, Weltmeisterschaften im Skifliegen 1975, 1986, 1996, 2006, 2016 und 2024.